# Moody International
Die Moody-Gruppe ist weltweit einer der führenden Anbieter auf dem Gebiet der technischen Abnahmen und Expediting, der Zertifizierung von Managementsystemen sowie der Durchführung von Seminaren und Lehrgängen.
1911 gründete Victor Moody im Zuge der aufkommenden Industrialisierung ein Ingenieurbüro in den Vereinigten Staaten. Kerngeschäft waren seinerzeit die Erbringung von Dienstleistungen im Konstruktions- und Energiebereich. Kurze Zeit später wurde das Portfolio erweitert um die Durchführung von technischen Abnahmen und anderen technischen Dienstleistungen. Mit Beendigung des Zweiten Weltkriegs wurde mit der Eröffnung des ersten Büros in Japan der Grundstein für ein weltweit tätiges Unternehmen mit heute mittlerweile 80 Büros in 63 Ländern gelegt.
In den 1960er Jahren folgten weitere Büros zur Umsetzung von Projekten in verschiedenen Ländern. Man begann, entsprechend der Anforderung der Kunden, ein weltweites Netz aufzubauen.
Als in der Industrie der Ruf nach einheitlichen Qualitätsstandards aufkam, wurde das Angebot erweitert um die Zertifizierung von Managementsystemen, wie z. B. der weltweit verbreiteten ISO 9000-Familie und verschiedenen Branchenstandards (Automobilindustrie, Lebensmittel, Luftfahrtindustrie).
2007 wurde das Unternehmen von Investcorp (Bahrain) erworben für £ 192 Millionen.
Am 28. April 2011 erwarb Intertek Moody International für £450 Millionen.